# ESP LTD SA-2
ESP LTD SA-2 - model gitary elektrycznej firmy ESP, zaprojektowana dla Richiego Sambory, produkowana seryjnie od 2007 roku.
SA-2 nazywana często ESP Sambora, posiada 22 progi, 2 przetworniki typu humbucker (model LH-150), oraz mostek typu Floyd Rose.